# Грумело Кремонезе ед Унити
Грумѐло Кремонѐзе ед Унѝти (на италиански: Grumello Cremonese ed Uniti, на местен диалект: Grümel, Грюмел) е община в Северна Италия, провинция Кремона, регион Ломбардия. Административен център на общината е село Грумело Кремонезе (Grumello Cremonese), което е разположено на 50 m надморска височина. Населението на общината е 1799 души (към 2016 г.).